# Síndrome del destret respiratori agut
La síndrome del destret respiratori agut (SDRA) és un tipus d'insuficiència respiratòria caracteritzada per l'aparició ràpida d'inflamació generalitzada als pulmons. Els símptomes són dispnea (dificultat de respirar), taquipnea (respiració ràpida) i cianosi (coloració de la pell blavosa). Entre els que sobreviuen, sovint queden amb una qualitat de vida reduïda.
Les causes poden incloure sèpsia, pancreatitis, traumatismes, pneumònia (inclòs la COVID-19), aspiració. El mecanisme subjacent implica un dany alveolar difús, disfunció del surfactant pulmonar, activació del sistema immunitari i disfunció de la regulació del coagulació sanguínia. Així, la SDRA deteriora la capacitat dels pulmons per intercanviar oxigen i diòxid de carboni. El diagnòstic es basa en una relació PaO₂/FiO₂ inferior a 300 mmHg malgrat una PEEP de més de 5cm H₂O. S'ha d'excloure l'edema pulmonar relacionat amb el cor.
El tractament primari implica ventilació mecànica juntament amb tractaments dirigits a la causa subjacent. Les estratègies de ventilació inclouen l'ús de volums baixos i pressions baixes. Si l'oxigenació continua sent insuficient, es poden utilitzar maniobres de reclutament pulmonar i bloquejadors neuromusculars. Si això és insuficient, l'OMEC pot ser una opció. La síndrome està associada a una taxa de mortalitat entre el 35 i el 50%.
A nivell mundial, la SDRA afecta més de 3 milions de persones a l'any. Aquest trastorn es va descriure per primera vegada el 1967. Tot i que de vegades s'ha utilitzat la terminologia de la “síndrome del destret respiratori de l'adult” per diferenciar la SDRA de la “síndrome del destret respiratori neonatal”, el consens internacional és que el terme de “síndrome del destret respiratori agut” és un terme millor perquè la SDRA pot afectar persones de totes les edats. Hi ha criteris diagnòstic modificats per a infants i zones del món amb menys recursos.